# Dean Smith Center
Le Dean E. Smith Student Activities Center, simplement appelé Dean Smith Center (surnommé Dean Dome) est une salle omnisports située sur le campus de l'université de Caroline du Nord à Chapel Hill (UNC) à Chapel Hill, près de Raleigh, dans l'État de Caroline du Nord. Le bâtiment est nommé d'après le nom de l'ancien entraîneur des Tar Heels, Dean Smith, qui a entraîné l'équipe de 1961 à 1997.
Depuis son ouverture, ses locataires sont l'équipe masculine de basket-ball de l'université, les Tar Heels de la Caroline du Nord. Sa capacité est de 21 750 places.

## Histoire
Le Dean Smith Center est inauguré le 18 janvier 1986.

## Galerie

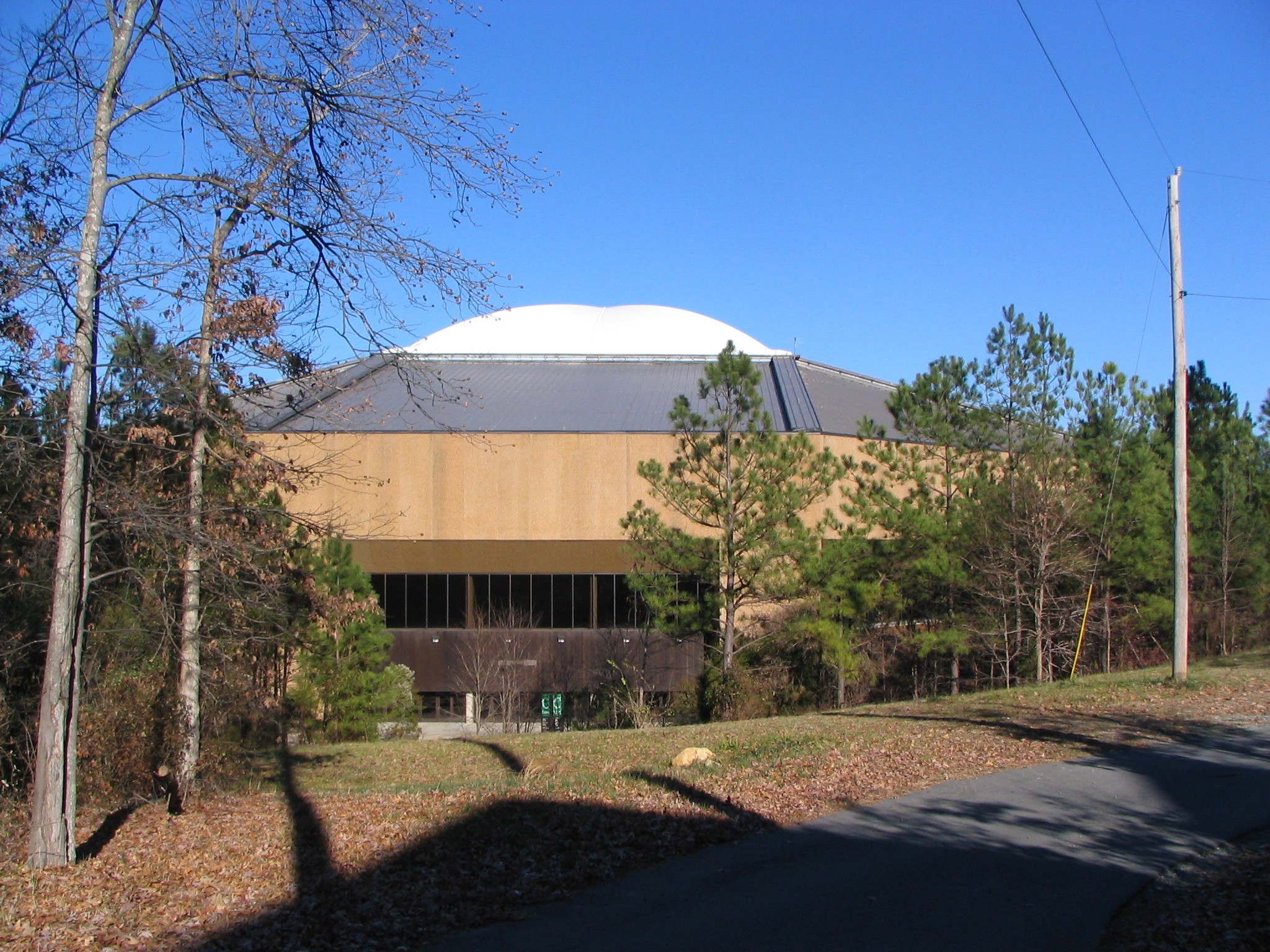
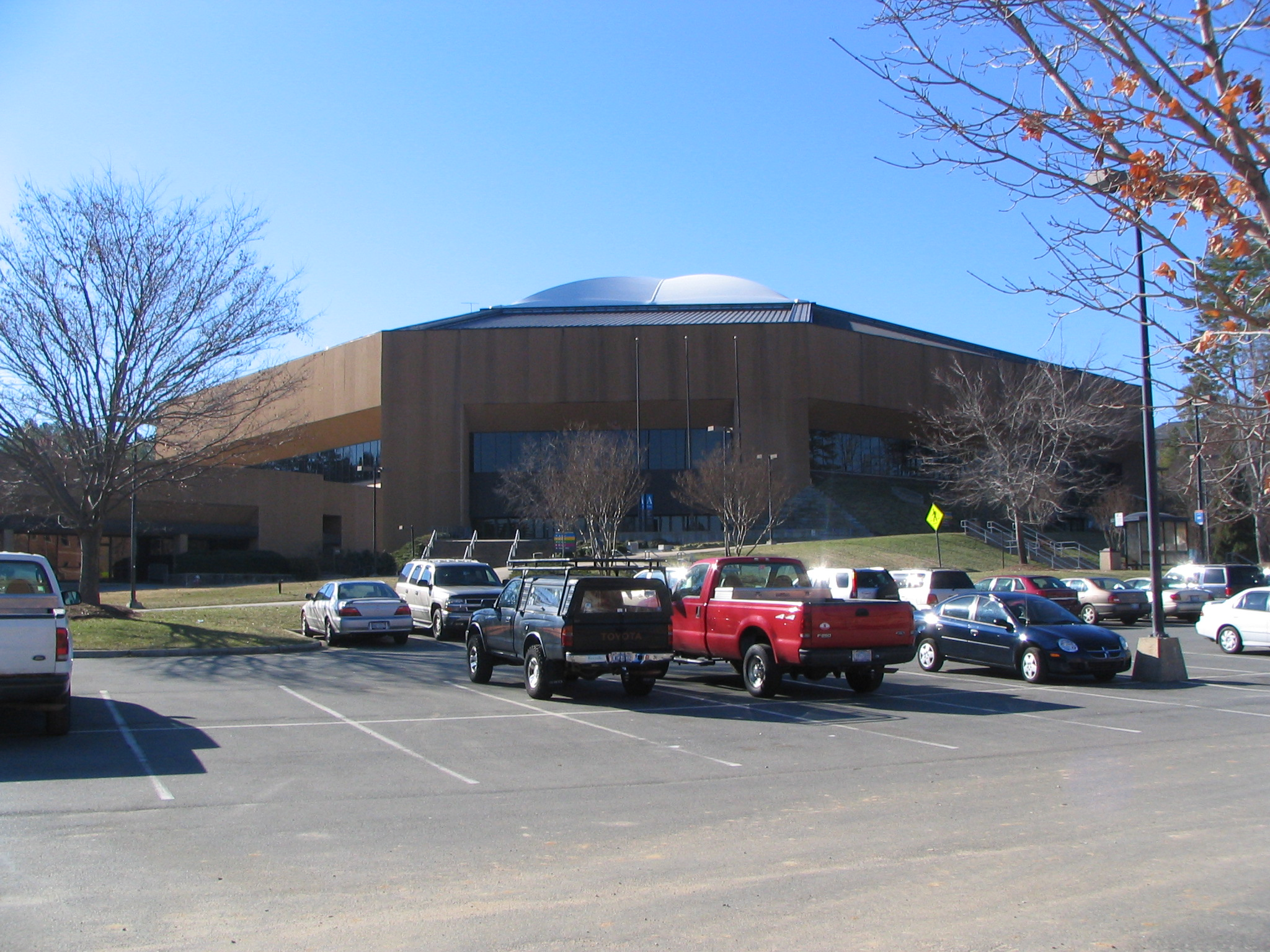